# Comuna Kostrîno, Velîkîi Bereznîi
Kostrîno (în ucraineană Кострино) este o comună în raionul Velîkîi Bereznîi, regiunea Transcarpatia, Ucraina, formată din satele Kostrîno (reședința) și Kostrînska Roztoka.

## Demografie
Componența lingvistică a comunei Kostrîno
     Ucraineană (99,26%)
     Alte limbi (0,68%)
Conform recensământului din 2001, majoritatea populației comunei Kostrîno era vorbitoare de ucraineană (99,26%), existând în minoritate și vorbitori de alte limbi.